# Tefflus tenuicollis
Tefflus tenuicollis är en skalbaggsart som beskrevs av Leon Fairmaire 1894. Tefflus tenuicollis ingår i släktet Tefflus och familjen jordlöpare. Inga underarter finns listade i Catalogue of Life.